# Baltic League 2008
Die Baltic League 2008 war die vierte Saison des Fußballwettbewerbs für baltische Vereinsmannschaften und fand zwischen dem 4. März 2008 und 25. Oktober 2008 statt. Sieger wurde FBK Kaunas aus Litauen, die sich im Finale mit 2:1 gegen Skonto Riga aus Lettland durchsetzen konnten.

## Modus
An der Baltic League nahmen die jeweils vier bestplatzierten Teams der estnischen Meistriliiga, der lettischen Virslīga und der litauischen A Lyga teil. Das Turnier wurde in eine Gruppenphase und eine K.o.-Phase unterteilt.
Die zwölf teilnehmenden Clubs wurden in vier Gruppen gelost. Drei Gruppen setzten sich aus je einem Erstplatzierten, einem Zweitplatzierten und einen Viertplatzierten der Ligen zusammen. In der vierten Gruppe spielten die drei Drittplatzierten Teams der jeweiligen Ligen. In der Gruppenphase spielte jeder gegen jeden in Hin- und Rückspiel.
Die vier Sieger und die vier Zweitplatzierten dieser Gruppenphase zogen ins Viertelfinale ein. Die Viertelfinals sowie die folgenden Halbfinals wurden im K.o.-Modus mit Hin- und Rückspiel ausgetragen, bei Torgleichheit entschied die Auswärtstorregel. Das abschließende Finale wurde im Gegensatz zum Vorjahr nur noch in einem Spiel entschieden.

## Teilnehmer
Bei den Teilnehmern gab es im Vergleich zum Vorjahr nur wenig Veränderungen. Aus Lettland gab es mit dem FK Riga lediglich einen Neuling im Wettbewerb. Estland stellte dieselben Mannschaften wie ein Jahr zuvor und aus Litauen gab es mit Sūduva Marijampolė ebenfalls nur einen komplett neuen Teilnehmer.

## Preisgelder
Alle Preisgelder sind in Euro angegeben.
- Gruppenphase
  - Qualifikation: 13.000 Euro (für alle Teilnehmer)
  - Sieg: 1.950 Euro
  - Unentschieden: 650 Euro
  - 1. und 2. Platz: 3.600 Euro
- Qualifikation für das Halbfinale: 3.600 Euro
- Finale
  - Sieg: 5.000 Euro
  - 2. Platz: 3.000 Euro

Alle Transport- sowie Unterbringungskosten der Teilnehmer wurden von der Baltic League getragen, das gesamte Budget inklusive Preisgelder betrug 710.000 Euro. Diejenigen Mannschaften aus den ersten Ligen Estlands, Lettlands und Litauens, welche sich nicht für den Wettbewerb qualifizieren konnten, erhielten eine Zahlung von jeweils 2.875 Euro.

## Gruppenphase

### Gruppe A
| Pl. | Verein            | Sp. | S | U | N | Tore    | Diff. | Punkte |
| --- | ----------------- | --- | - | - | - | ------- | ----- | ------ |
| 1.  | FK Riga           | 4   | 3 | 0 | 1 | 008:400 | +4    | 09     |
| 2.  | Ekranas Panevėžys | 4   | 3 | 0 | 1 | 007:600 | +1    | 09     |
| 3.  | FC TVMK Tallinn   | 4   | 0 | 0 | 4 | 002:700 | −5    | 0      |

| 4. März 2008      |     |                                       |
| Ekranas Panevėžys | 1:0 | TVMK Tallinn \|\|Sportima Sports Hall |
| 11. März 2008     |     |                                       |
| TVMK Tallinn      | 0:1 | FK Riga \|\|Sportland Arena           |
| 18. März 2008     |     |                                       |
| FK Riga           | 4:1 | Ekranas Panevėžys \|\|Daugava-Stadion |
| 4. April 2008     |     |                                       |
| Ekranas Panevėžys | 2:1 | FK Riga \|\|Aukštaitija-Stadion       |
| 8. April 2008     |     |                                       |
| FK Riga           | 2:1 | TVMK Tallinn \|\|Daugava-Stadion      |
| 20. Mai 2008      |     |                                       |
| TVMK Tallinn      | 1:3 | Ekranas Panevėžys \|\|Kuusalu Stadion |

### Gruppe B
| Pl. | Verein             | Sp. | S | U | N | Tore    | Diff. | Punkte |
| --- | ------------------ | --- | - | - | - | ------- | ----- | ------ |
| 1.  | Skonto Riga        | 4   | 4 | 0 | 0 | 016:400 | +12   | 12     |
| 2.  | Sūduva Marijampolė | 4   | 1 | 1 | 2 | 004:100 | −6    | 04     |
| 3.  | FC Levadia Tallinn | 4   | 0 | 1 | 3 | 004:100 | −6    | 01     |

| 4. März 2008       |     |                                          |
| Sūduva Marijampolė | 2:0 | Levadia Tallinn \|\|Sūduvastadion        |
| 12. März 2008      |     |                                          |
| Levadia Tallinn    | 1:3 | Skonto Riga \|\|Maarjamäe staadion       |
| 19. März 2008      |     |                                          |
| Skonto Riga        | 3:0 | Sūduva Marijampolė \|\|Skonto-Stadion    |
| 1. April 2008      |     |                                          |
| Sūduva Marijampolė | 1:6 | Skonto Riga \|\|Marijampolė-Stadion      |
| 9. April 2008      |     |                                          |
| Skonto Riga        | 4:2 | Levadia Tallinn \|\|Skonto-Stadion       |
| 20. Mai 2008       |     |                                          |
| Levadia Tallinn    | 1:1 | Sūduva Marijampolė \|\|Kadrioru staadion |

### Gruppe C
| Pl. | Verein             | Sp. | S | U | N | Tore    | Diff. | Punkte |
| --- | ------------------ | --- | - | - | - | ------- | ----- | ------ |
| 1.  | Liepājas Metalurgs | 4   | 2 | 1 | 1 | 007:200 | +5    | 07     |
| 2.  | FBK Kaunas         | 4   | 2 | 1 | 1 | 006:400 | +2    | 07     |
| 3.  | JK Trans Narva     | 4   | 1 | 0 | 3 | 003:100 | −7    | 03     |

| 4. März 2008       |     |                                                  |
| Trans Narva        | 2:1 | FBK Kaunas \|\|Sportland Arena                   |
| 11. März 2008      |     |                                                  |
| Liepājas Metalurgs | 4:0 | Trans Narva \|\|Daugava-Stadion                  |
| 18. März 2008      |     |                                                  |
| FBK Kaunas         | 1:0 | Liepājas Metalurgs \|\|Žalgiris-Stadion          |
| 1. April 2008      |     |                                                  |
| Liepājas Metalurgs | 1:1 | FBK Kaunas \|\|Daugava-Stadion                   |
| 9. April 2008      |     |                                                  |
| Trans Narva        | 0:2 | Liepājas Metalurgs \|\|Narva Kreenholmi Staadion |
| 20. Mai 2008       |     |                                                  |
| FBK Kaunas         | 3:1 | Trans Narva \|\|S.Dariaus-und-S.Girėno-Stadion   |

### Gruppe D
| Pl. | Verein              | Sp. | S | U | N | Tore    | Diff. | Punkte |
| --- | ------------------- | --- | - | - | - | ------- | ----- | ------ |
| 1.  | FK Ventspils        | 4   | 3 | 0 | 1 | 005:100 | +4    | 09     |
| 2.  | Vilnius FK Žalgiris | 4   | 3 | 0 | 1 | 003:200 | +1    | 09     |
| 3.  | FC Flora Tallinn    | 4   | 0 | 0 | 4 | 000:500 | −5    | 0      |

| 5. März 2008     |     |                                                     |
| Flora Tallinn    | 0:1 | Žalgiris Vilnius \|\|Sportland Arena                |
| 11. März 2008    |     |                                                     |
| FK Ventspils     | 2:0 | Flora Tallinn \|\|Ventspils Olimpiskais Stadions    |
| 18. März 2008    |     |                                                     |
| Žalgiris Vilnius | 1:0 | FK Ventspils \|\|Sportima Sports Hall               |
| 1. April 2008    |     |                                                     |
| FK Ventspils     | 2:0 | Žalgiris Vilnius \|\|Ventspils Olimpiskais Stadions |
| 8. April 2008    |     |                                                     |
| Flora Tallinn    | 0:1 | FK Ventspils \|\|Sportland Arena                    |
| 20. Mai 2008     |     |                                                     |
| Žalgiris Vilnius | 1:0 | Flora Tallinn \|\|Vėtra-Stadion                     |

## K.-o.-Runde

### Viertelfinale
Die Hinspiele im Viertelfinale wurden am 3. und 4. Juni ausgetragen, die Rückspiele am 2. Juli 2008.
|                     | Gesamt |                    | Hinspiel | Rückspiel |
| ------------------- | ------ | ------------------ | -------- | --------- |
| Liepājas Metalurgs  | 3:5    | FK Riga            | 2:3      | 1:2       |
| Vilnius FK Žalgiris | 3:6    | Skonto Riga        | 2:4      | 1:2       |
| Ekranas Panevėžys   | 3:8    | FBK Kaunas         | 2:4      | 1:4       |
| FK Ventspils        | 4:0    | Sūduva Marijampolė | 3:0      | 1:0       |

### Halbfinale
Die Hinspiele im Halbfinale wurden am 17. und 24. September ausgetragen, die Rückspiele am 23. September und 8. Oktober 2008.
|            | Gesamt |              | Hinspiel | Rückspiel |
| ---------- | ------ | ------------ | -------- | --------- |
| FK Riga    | 2:8    | Skonto Riga  | 2:3      | 0:5       |
| FBK Kaunas | 2:1    | FK Ventspils | 1:1      | 1:0       |

### Finale
| Skonto Riga                               | Skonto Riga | FBK Kaunas | FBK Kaunas |
| ----------------------------------------- | --- | --- | ---------- |
| Skonto Riga                               | \| 25. Oktober 2008 in Riga (Skonto-Stadion) \| \| Ergebnis: 1:2 (0:2) \| \| Zuschauer: 7.000 \| \| Schiedsrichter: Hannes Kaasik ( Estland) \| | \| 25. Oktober 2008 in Riga (Skonto-Stadion) \| \| Ergebnis: 1:2 (0:2) \| \| Zuschauer: 7.000 \| \| Schiedsrichter: Hannes Kaasik ( Estland) \| | FBK Kaunas |
| Skonto Riga                               | Germans Māliņš – David Gamezardašvili, Sergejs Golubevs, Raivis Hšcanovics, Sergejs Kožans (66. Vladimir Dvališvili) – Vitālijs Astafjevs, Aleksandrs Cauņa, Oļegs Laizāns (72. Igors Kozlovs), Aleksejs Višņakovs – Edgaras Jankauskas, Marians Pahars (79. Kristaps Blanks) Cheftrainer: Paul Ashworth ( England) | Eduardas Kurskis – Tomas Kančelskis, Akaki Chubutija, Nerijus Radžius – Kestutis Ivaškevičius, Vytautas Lukša, Nukri Mančchava, Tomas Miklinevičius, Rogerio Dos Santos (67. Marius Činikas) – Luka Aničič (90. Mindaugas Grigalevičius), Aivaras Laurišas (78. Marius Šoblinskas) Cheftrainer: Andrej Syhmantowitsch ( Belarus) | FBK Kaunas |
| Skonto Riga                               | 1:2 Vladimir Dvališvili (84., Elfmeter) | 0:1 Luka Aničič (24.) 0:2 Tomas Miklinevičius (27.) | FBK Kaunas |
| Skonto Riga                               | Kristaps Blanks, Vladimir Dvališvili, Igors Kozlovs | Akaki Chubutija, Vytautas Lukša | FBK Kaunas |
| Skonto Riga                               | Aleksandrs Cauņa (63.) | Kestutis Ivaškevičius (63.) | FBK Kaunas |
| 25. Oktober 2008 in Riga (Skonto-Stadion) | | |            |
| Ergebnis: 1:2 (0:2)                       | | |            |
| Zuschauer: 7.000                          | | |            |
| Schiedsrichter: Hannes Kaasik ( Estland)  | | |            |

## Torschützenliste
| Rang | Name                 | Verein              | Tore |
| ---- | -------------------- | ------------------- | ---- |
| 1    | Aleksandrs Cauņa     | Skonto Riga         | 8    |
| 2    | Rafael Ledesma       | FBK Kaunas          | 5    |
| 2    | Mihails Miholaps     | FK Riga             | 5    |
| 4    | Oļegs Laizāns        | Skonto Riga         | 4    |
| 4    | Andrejs Perepļotkins | Skonto Riga         | 4    |
| 4    | Vladimir Dvališvili  | Skonto Riga         | 4    |
| 7    | Luka Aničič          | FBK Kaunas          | 3    |
| 7    | Vladimirs Bespalovs  | FK Ventspils        | 3    |
| 7    | Andrius Puotkalis    | Vilnius FK Žalgiris | 3    |
| 7    | Valdas Trakys        | Ekranas Panevėžys   | 3    |